# Bài chòi

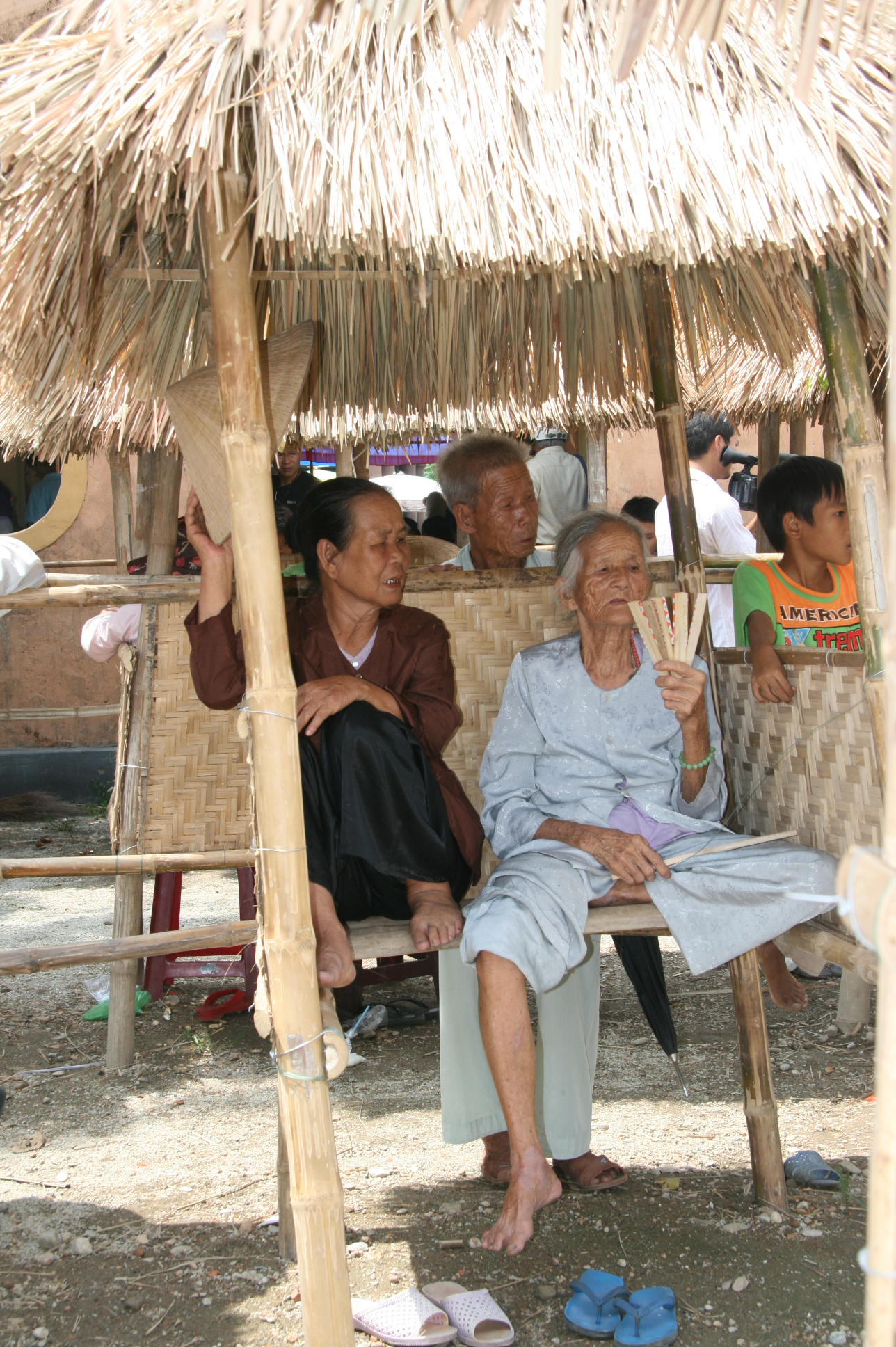
Đánh bài chòi ở làng Thanh Toàn, Huế

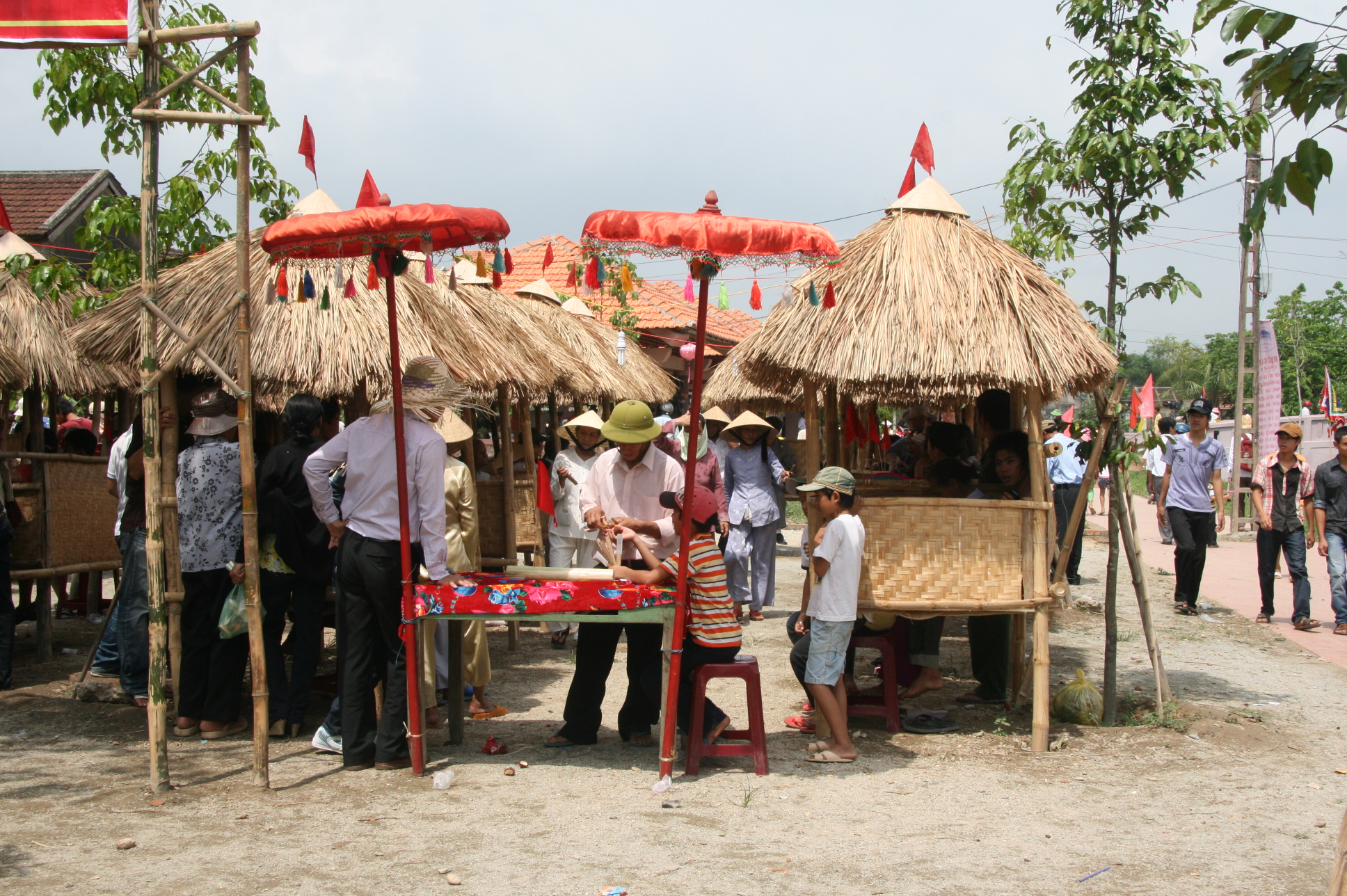
Chòi đánh bài

Bài chòi là một loại hình nghệ thuật dân ca và trò chơi dân gian đặc trưng ở miền Trung Việt Nam, về sau đã được phát triển thành một loại hình sân khấu ca kịch. Lúc 17h15’ (giờ Hàn Quốc) ngày 7 tháng 12 năm 2017 (khoảng 15h15’ giờ Việt Nam), tại Phiên họp Ủy ban Liên Chính phủ Công ước 2003 về bảo vệ di sản văn hóa phi vật thể lần thứ 12 của UNESCO diễn ra tại Jeju, hồ sơ Nghệ thuật Bài chòi Trung Bộ của Việt Nam đã được ghi danh là di sản văn hóa phi vật thể đại diện của nhân loại.

## Phạm vi di sản

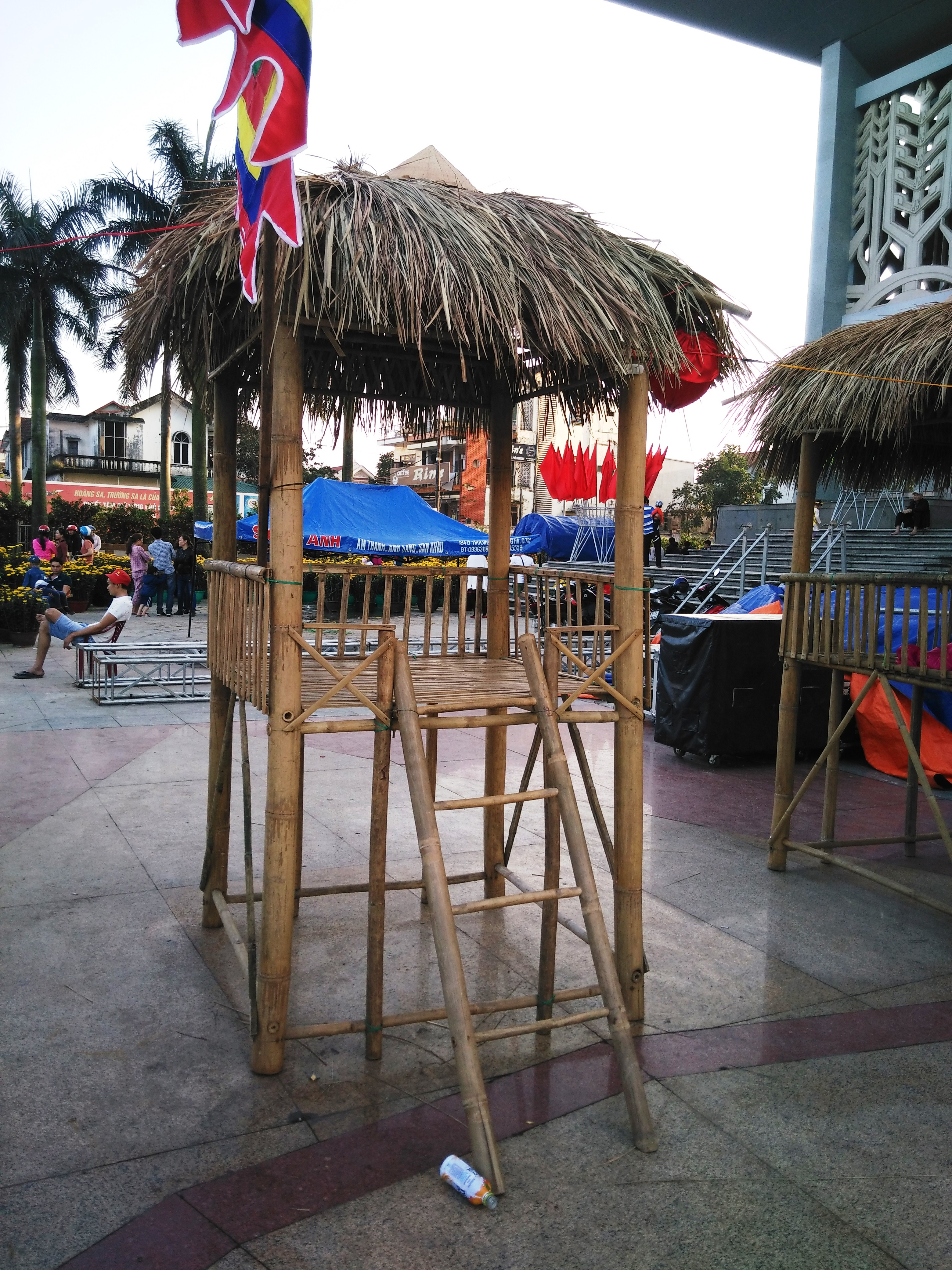
Hội bài chòi ở Đông Hà vào Tết năm 2018

### Các câu thai

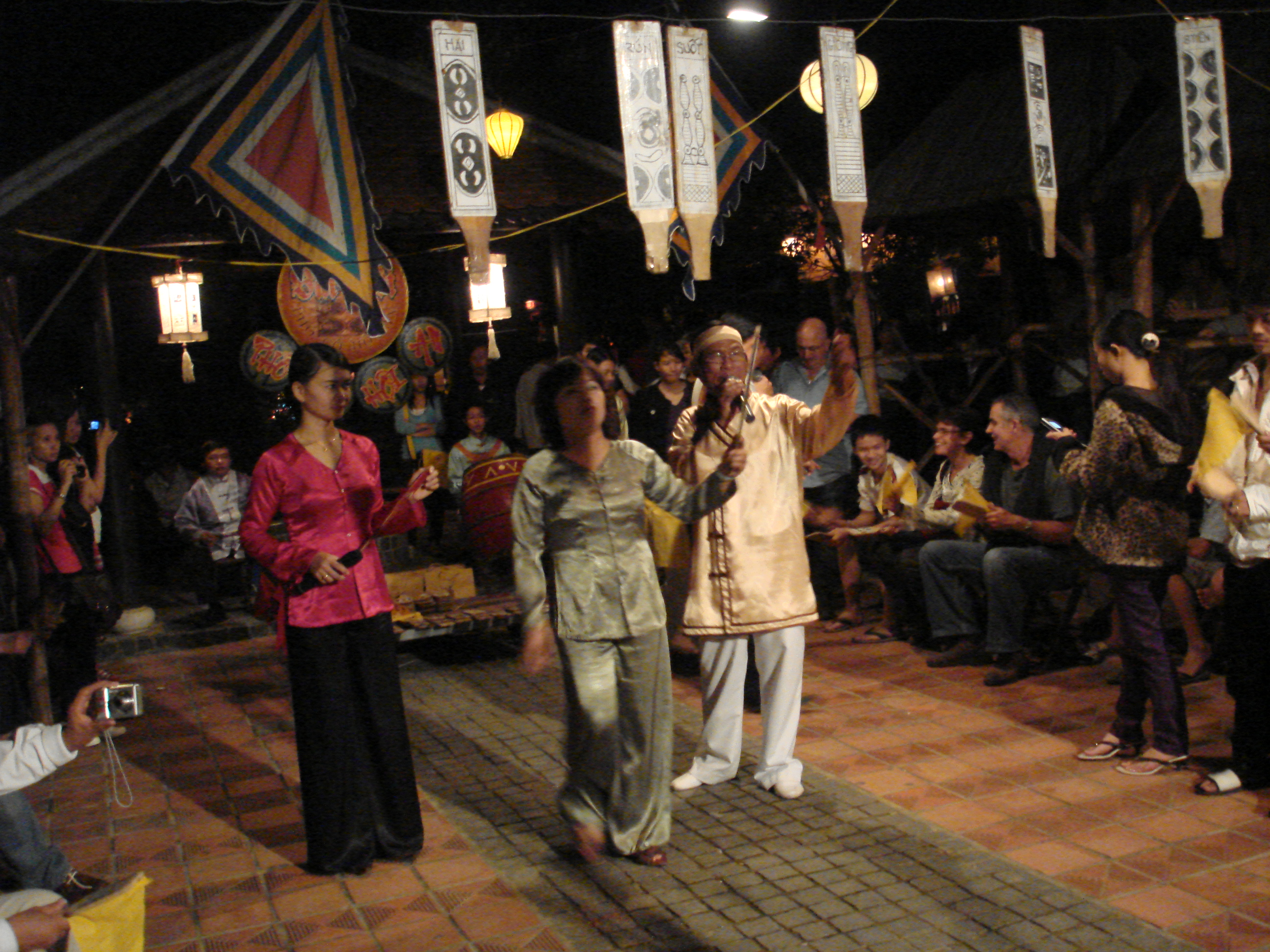
Hát bài chòi ở Hội An